# Ashford (Washington)
Ashford ist ein als Census-designated place (CDP) ausgewiesener Ort im Pierce County im US-Bundesstaat Washington, USA. Ein kleiner Teil des Ortes liegt im benachbarten Lewis County. Beim United States Census 2020 hatte Ashford 303 Einwohner.
Der Ort befindet sich im westlichen Teil des Mount-Rainier-Nationalparks am Nisqually River. Die Umgebung ist geprägt von stark bewaldeten Bergen und dem engen Tal des Nisqually River.

## Geschichte
Ashford wurde nach Walter A. Ashford benannt, der sich im Jahr 1888 in der Region niederließ. Ursprünglich wurde das Gebiet vom Volk der Upper Nisqually, einem zur Salish-Sprachfamilie gehörenden Stamm, besiedelt. Ein historisches Gebäude des Ortes ist das Ashford Mansion, das im Jahr 1903 erbaut wurde und heute im National Register of Historic Places (NRHP) gelistet ist.

## Geographie
Ashford liegt im Südosten des Pierce County in der Kaskadenkette. Der Ort befindet sich nördlich des Nisqually River und wird von der Washington State Route 706 durchquert, welche als Hauptzufahrt zum Besucherzentrum "Paradise" im Mount-Rainier-Nationalpark dient.
Laut dem United States Census Bureau hat Ashford eine Gesamtfläche von 5,4 km², die vollständig aus Landfläche besteht.

## Klima
Ashford besitzt ein warm-sommerliches Mittelmeerklima. Die Sommer sind warm, aber nicht heiß, und trocken. Kein Monat erreicht eine durchschnittliche Höchsttemperatur von über 22 °C.

## Demografie
Bei der Volkszählung 2000 lebten 267 Menschen in Ashford. Es gab 122 Haushalte und 56 Familien. Die Bevölkerungsdichte betrug 49,6 Einwohner pro km². Es gab 193 Wohneinheiten bei einer durchschnittlichen Dichte von 35,8 Einwohnern pro km².
In 27,0 % der Haushalte lebten Kinder unter 18 Jahren. 37,7 % waren verheiratete Paare, 7,4 % der Haushalte wurden von alleinstehenden Frauen geführt und 53,3 % waren keine Familien. 38,5 % aller Haushalte bestanden aus Einzelpersonen und 8,2 % hatten Personen über 65 Jahre, die allein lebten. Die durchschnittliche Haushaltsgröße lag bei 2,19 Personen und die durchschnittliche Familiengröße bei 3,09.
Die Altersverteilung war:
- 23,2 % unter 18 Jahre
- 6,0 % von 18 bis 24 Jahre
- 31,1 % von 25 bis 44 Jahre
- 28,1 % von 45 bis 64 Jahre
- 11,6 % ab 65 Jahre

Auf 100 Frauen kamen 124,4 Männer. Bei den über 18-Jährigen kamen auf 100 Frauen 107,1 Männer.